# Scopula dismutata
Scopula dismutata là một loài bướm đêm trong họ Geometridae.